# Ischalea longiceps
Ischalea longiceps là một loài nhện trong họ Stiphidiidae.
Loài này thuộc chi Ischalea. Ischalea longiceps được Eugène Simon miêu tả năm 1898.